# 神树镇
神树镇是中华人民共和国黑龙江省伊春市铁力市下辖的一个镇。

## 行政区划
神树镇下辖以下村级行政区划单位：
神树社区、鸡岭社区、石长社区、神树村、鸡岭村、石长村、五龙山村。